# Campionato mondiale femminile di calcio
Il campionato mondiale femminile di calcio (in inglese FIFA Women's World Cup; in francese Coupe du Monde Féminine FIFA) è il massimo torneo calcistico per squadre nazionali femminili e si disputa ogni quattro anni, a cura dalla FIFA.
Sono 8 i paesi che hanno finora ospitato la Coppa del Mondo femminile: Cina nel 1991 e 2007 e Stati Uniti nel 1999 e 2003, mentre Svezia, Germania, Canada, Francia, Australia e Nuova Zelanda una sola volta ciascuno.
La detentrice è la Spagna, che ha vinto il suo primo mondiale nel 2023.

## Storia

### Origini
Il campionato mondiale femminile di calcio ebbe le sue origini nel 1970, anno in cui, in Italia, si tenne il Trofeo Martini e Rossi, competizione non riconosciuta dalla FIFA. Il torneo, svoltosi dal 7 al 15 luglio dello stesso anno, fu vinto dalla Danimarca, che in finale batté per 1-0 le Azzurre padrone di casa.
Il torneo, stavolta con la denominazione campionato mondiale femminile di calcio, venne replicato in Messico l’anno successivo. Ad aggiudicarsi questa seconda edizione ufficiosa, anch’essa non riconosciuta dalla FIFA, furono ancora una volta le danesi, vittoriose per 3-0 nella finale contro le padrone di casa.

### Il campionato
Il campionato mondiale vero e proprio venne creato nel 1991 dal presidente della FIFA João Havelange,. La prima edizione del torneo (allora detto Women's World Championship) si svolse nel 1991 in Cina. Questo primo torneo inaugurale, al quale presero parte 12 squadre nazionali, vide il predominio dagli Stati Uniti, trascinati dalle tre attaccanti Michelle Akers, Carin Jennings e dalla capitana April Heinrichs, autrici di 20 gol nelle 6 gare giocate. Forti di questi numeri, gli Stati Uniti affrontarono in finale la rivelazione Norvegia, già sconfitta 4-0 nella gara inaugurale dalla Cina, ma capace poi di raggiungere la finale vincendo tutte le gare. La partita per il titolo fu equilibrata e decisa a favore delle statunitensi solo negli ultimi minuti, grazie ad un gol di Akers, il secondo della partita e il decimo nella competizione, che consegnò il trofeo alla sua nazionale e consolidò il suo titolo di capocannoniera; il torneo vide, inoltre, la rivelazione della giovane campionessa Denise Conforti.
Nell'edizione del 1995 fu la stessa Norvegia a dominare il torneo, rifacendosi della sconfitta patita quattro anni prima. Nel quarto di finale contro la Danimarca, la nazionale norvegese subì la prima rete, che non le impedì però di qualificarsi per il turno successivo, dove fu impegnata nella gara che stava aspettando da quattro anni: la rivincita contro gli Stati Uniti, che avevano concluso al primo posto il Gruppo C e battuto 4-0 il Giappone ai quarti. Nella semifinale, un gol al decimo minuto di Ann Kristin Aarønes eliminò le americane e fece approdare le europee in finale contro la Germania, vittoriosa 1-0 nell'altra semifinale sulla Cina. Nell'ultimo atto della seconda competizione mondiale, giocato al Råsundastadion di Solna davanti a più di 17 000 spettatori, i gol di Hege Riise e Marianne Pettersen consegnarono la medaglia d'oro (e il titolo) alla Norvegia; che concluse il Gruppo B con 3 vittorie in altrettante gare, composte di 17 reti segnate e nessuna subita.
Il Campionato mondiale femminile di calcio 1999, disputato negli Stati Uniti d'America, segnò l'inizio di una nuova era del calcio femminile e vide la partecipazione di oltre 650 000 spettatori. Tutte le gare vennero trasmesse in televisione, con un pubblico stimato sui 40 milioni di spettatori solo negli Stati Uniti d'America. Il numero di nazionali partecipanti fu alzato da 12 a 16 e stavolta protagoniste assolute del torneo furono la nazionale di casa e la Cina: le americane giunsero alla finale battendo 3-2 la Germania ai quarti e 2-0 il Brasile in semifinale, mentre le cinesi arrivarono alla gara decisiva con il miglior attacco (19 gol realizzati) e la miglior difesa, con sole 2 reti subite, battendo poi in semifinale le campionesse in carica norvegesi 5-0. Il titolo fu assegnato solo dopo i calci di rigore, durante i quali fu decisivo l'errore della cinese Liu Ailing, che si fece parare il terzo rigore da Briana Scurry, mentre Brandi Chastain realizzò il quinto e determinante tiro americano. Questa finale, giocata al Rose Bowl di Pasadena, vide un pubblico di 90.185 spettatori, tuttora un record per un evento sportivo femminile.
Originariamente prevista in Cina, l'edizione del 2003 fu spostata, pochi mesi prima dell'inizio, negli Stati Uniti d'America, unica nazione con la Svezia a proporsi come ospite, a causa del pericolo legato all'epidemia di SARS che colpì il paese asiatico; la Nazionale cinese mantenne comunque la qualificazione automatica come nazione ospitante. Sette delle otto squadre qualificate alla fase finale dell'edizione precedente conquistarono i quarti di finale e solo la Nigeria fallì la qualificazione: al suo posto ci fu il Canada. Proprio le nordamericane furono la sorpresa del torneo, superando ai quarti di finale la Cina e qualificandosi così per le semifinali con Svezia, Germania e Stati Uniti. La Svezia, che eliminò il Canada, e la Germania, che aveva sconfitto le padrone di casa statunitensi per 3-0, conquistarono la finale, decisa dal golden goal della tedesca Nia Künzer. La "cenerentola" Canada fu poi sconfitta dagli Stati Uniti nella finalina 3-1.
La Cina ottenne già nel 2007 il diritto d'ospitare la quinta edizione del Mondiale, dove fu il Brasile, guidato dalla fuoriclasse Marta (Pallone e Scarpa d'Oro del torneo), a ottenere la ribalta. Dopo aver faticato nel quarto di finale contro l'Australia, battuta 3-2, la nazionale carioca spedì a casa quella statunitense, grande favorita della vigilia, con un secco 4-0 (la sconfitta più pesante nella storia delle nordamericane), conquistando così per la prima volta la finale mondiale: dove avrebbe affrontato la Germania, che, guidata da Birgit Prinz, dominò il torneo, vincendo quindi il titolo senza subire alcuna rete e battendo in finale le sudamericane per 2-0, con reti della stessa Prinz e di Simone Laudehr.
Nel 2011, la Germania ha ospitato la competizione con la speranza di vincere il suo terzo titolo consecutivo. Tuttavia, nonostante tre vittorie in tre partite della fase a gironi, la selezione tedesca è stata inaspettatamente eliminata nei quarti di finale dal Giappone, con il punteggio di 1-0 dopo i tempi supplementari. Successivamente le giapponesi raggiunsero la finale dove incontrarono gli Stati Uniti. Nonostante la maggiore esperienza della nazionale a Stelle e Strisce le giapponesi vinsero il trofeo al termine dei calci di rigore con un 3-1 in loro favore dopo il 2-2 alla fine dei tempi supplementari.
L'edizione 2015 in Canada vide nella finale una riedizione di quella di quattro anni prima. Però questa volta finì con un esito molto diverso. La questione si chiuse dopo soli sedici minuti, con un 4-0 in favore degli Stati Uniti. Il punteggio finale fu di 5-2 con le americane che vinceranno il loro terzo titolo mondiale.
I Mondiali del 2019 in Francia rividero la nazionale a Stelle e Strisce nella finale del torneo opposta ai Paesi Bassi che hanno raggiunto la finale della competizione per la prima volta nella sua storia. Nonostante il loro buon gioco le Oranje persero 2-0. Le americane si laurearono campioni del mondo per la quarta volta, un record assoluto.
Ai Mondiali del 2023 in Australia e Nuova Zelanda, la Spagna ha raggiunto la finale per la prima volta nella sua storia e dopo solo tre presenze nel torneo. In finale le spagnole hanno battuto l'Inghilterra con il punteggio di 1-0, conquistando così il loro primo titolo mondiale. Il post-partita fu però caratterizzato dalle polemiche che hanno circondato il presidente della federcalcio spagnola Luis Rubiales e il suo bacio forzato alla giocatrice Jennifer Hermoso, provocando numerose reazioni in Spagna e nel mondo.

## Trofeo

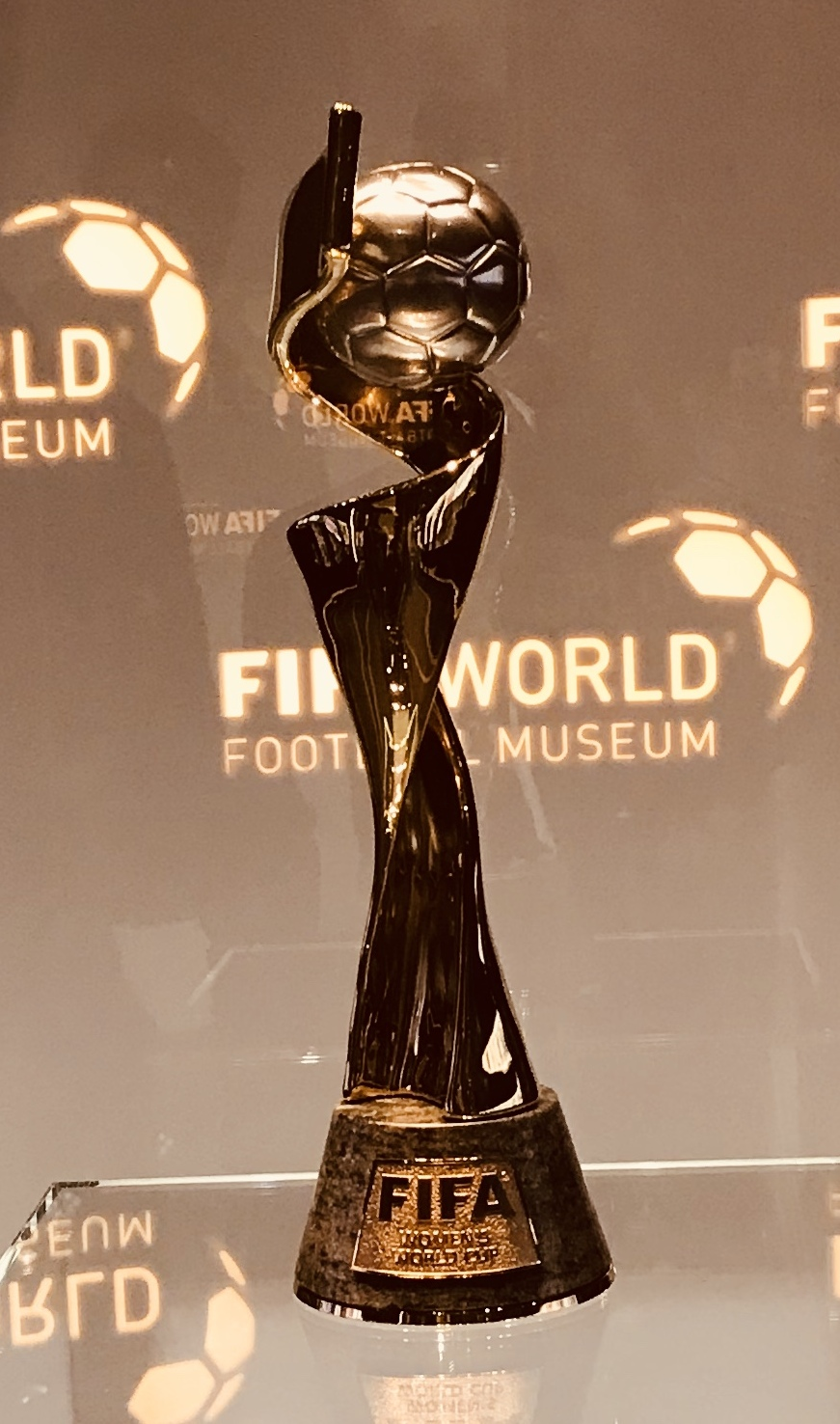
Il trofeo della Coppa del Mondo femminile in mostra.

L'attuale trofeo è stato progettato nel 1998 dall'italiano Silvio Gazzaniga per il torneo del 1999 e ha la forma di una fascia a spirale che racchiude un pallone da calcio nella parte superiore e a catturare l'atletismo, il dinamismo e l'eleganza del calcio femminile internazionale. Negli anni 2010 è stato dotato di una base a forma di cono. Sotto la base è inciso il nome di ciascuno delle precedenti vincitrici del torneo. Il trofeo è alto 47 cm, pesa 4.600 g ed è realizzato in argento sterling rivestito in oro giallo e bianco 23 carati con un valore stimato nel 2015 di circa 30.000 euro. Al contrario, il trofeo della Coppa del Mondo maschile è fabbricato in oro 18 carati e ha un valore di metallo prezioso di 150.000 euro. Come per il Mondiale Maschile, la FIFA custode il Trofeo Originale che viene alzato dalla capitana alla cerimonia di premiazione. La nazione vincitrice porta a casa un trofeo identico (quella maschile è più bassa) dove la spirale non è d'oro, ma placcata, con solo la differenza della targa con scritto la nazionale campione del mondo e non tutti i vincitori come nella coppa originale. 

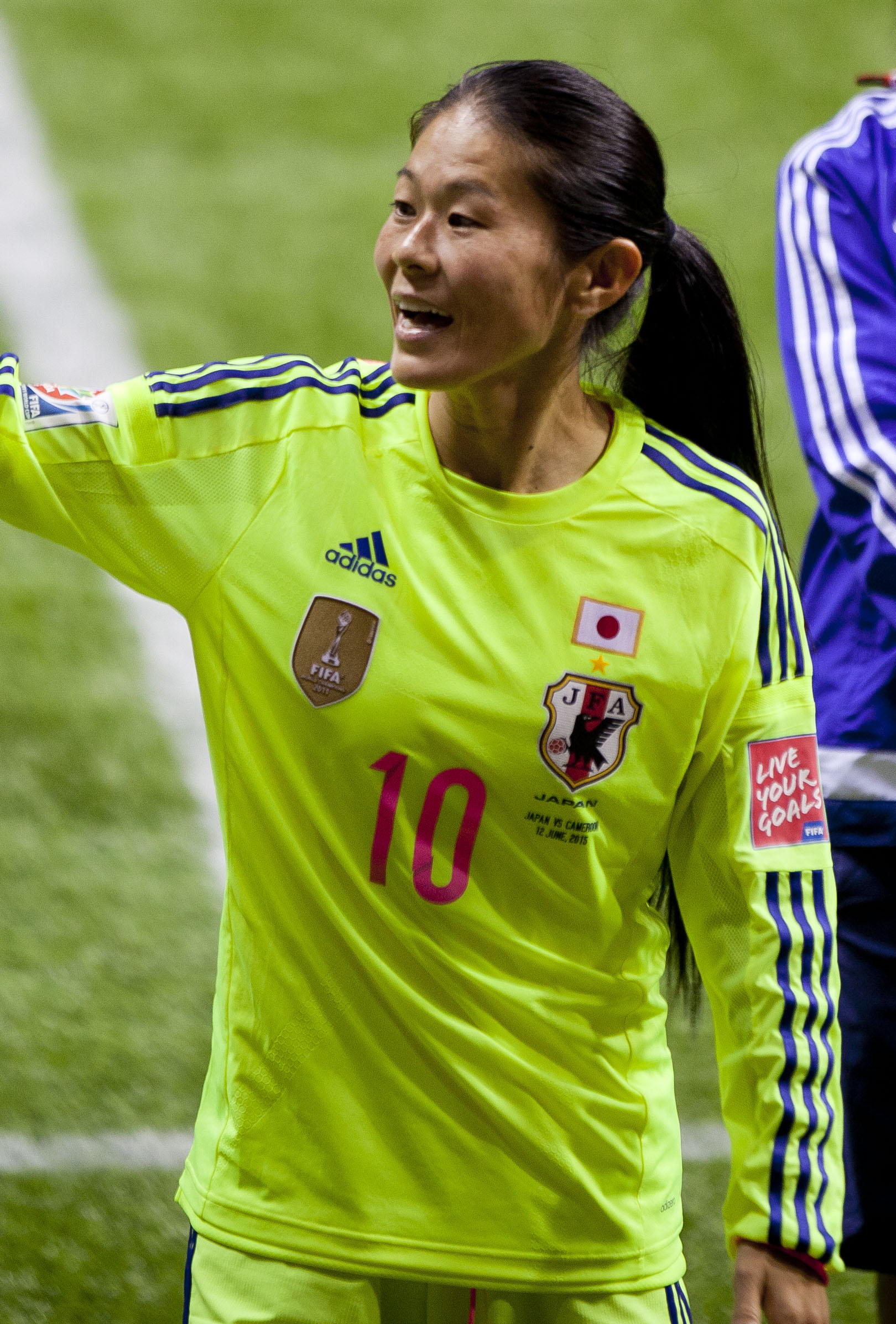
Il Women's FIFA Champions Badge

Dal 2007, alla nazionale vincitrice del torneo è concessa la possibilità di esibire sulla propria maglia il FIFA Champions Badge, recante una versione stilizzata della Coppa del Mondo e sotto la scritta FIFA WORLD CHAMPIONS e l'anno in cui la nazionale ha vinto la competizione. La nazionale premiata con il citato stemma potrà esibire sulla propria maglia il distintivo fino al fischio finale della successiva edizione della coppa del mondo.

### Nazioni vincitrici
Dalla prima edizione ad oggi sono 5 le nazionali che hanno vinto il trofeo nelle 9 edizioni della sua storia. Questo l'albo d'oro in sintesi: 4 vittorie gli Stati Uniti (1991, 1999, 2015, 2019); 2 vittorie la Germania (2003, 2007), 1 vittoria la Norvegia (1995), il Giappone (2011) e la Spagna (2023).
Gli Stati Uniti sono l'unica nazionale che è riuscita a vincere la competizione quando la stessa si disputava nel rispettivo territorio nazionale.

## Formula del torneo

### Qualificazioni

Suddivisione delle sei zone prescelte dalla FIFA

La fase di qualificazione si svolge in modo indipendente in ognuna delle sei zone controllate dalle confederazioni continentali subordinate alla FIFA: Africa gestita dalla CAF, Asia dalla AFC, Centro-Nord America e Caraibi dalla CONCACAF, Sud America dalla CONMEBOL, Oceania dalla OFC ed Europa dalla UEFA. Ogni confederazione ha a disposizione un determinato numero di posti nella fase finale, decisi dalla FIFA, che attualmente sono: 5 per l'Europa, 3 per l'Asia, 2 per il Centro-Nord America e Caraibi, 2 per l'Africa e per il Sud America ed uno per l'Oceania. Un ulteriore posto è attribuito in seguito a uno spareggio tra le terze classificate di Centro-Nord America e Caraibi ed Asia, mentre il Paese ospitante ottiene la qualificazione automatica alla fase finale.
In ogni confederazione, le squadre si affrontano in una fase di qualificazione o in un vero e proprio torneo, da cui poi derivano le nazionali qualificate al mondiale.
| Confederazione                                    | Torneo di qualificazione |
| ------------------------------------------------- | --- |
| CAF (Africa)                                      | Coppa delle nazioni africane femminile                                                                                           |
| AFC (Asia)                                        | Coppa d'Asia femminile |
| CONCACAF (Nord America, Centro America e Caraibi) | CONCACAF Women's Championship |
| CONMEBOL (Sud America)                            | Campionato sudamericano femminile di calcio (precedentemente) Qualificazioni al campionato mondiale femminile di calcio CONMEBOL |
| OFC (Oceania)                                     | Coppa delle nazioni oceaniane femminile (precedentemente) Qualificazioni al campionato mondiale femminile di calcio OFC          |
| UEFA (Europa)                                     | Campionato europeo femminile di calcio (precedentemente) Qualificazioni al campionato mondiale femminile di calcio UEFA          |

### Fase finale
Attualmente la fase finale prevede la partecipazione di 32 squadre (48 dall'edizione 2031) e due fasi: una a gironi e una ad eliminazione diretta.
Nella prima fase, le 32 squadre sono suddivise in otto gruppi da quattro ciascuno: dove si affrontano in un girone all'italiana, con le prime due classificate che si qualificano alla fase successiva, per un totale di 16 squadre che proseguono il loro cammino.
La fase a eliminazione diretta si svolge in gara unica, con la possibilità, in caso di pareggio dopo i tempi regolamentari, di tempi supplementari ed, eventualmente, tiri di rigore. Le partite iniziano dagli ottavi di finale. Successivamente seguono i quarti di finale, le semifinali, la finale per il terzo posto (nella quale si affrontano le perdenti delle due semifinali) e la finale.
Di seguito una lista delle precedenti formule usate nella competizione:
- 1991-1995 (12 squadre): Prima fase a gironi (tre gruppi da 4 squadre ciascuno), accedono al turno successivo le prime, le seconde e le due migliori terze classificate. Seconda fase ad eliminazione diretta: quarti di finale (le squadre vengono abbinate secondo uno schema incrociato, che prevedeva le seguenti combinazioni: prima-terza, prima-seconda o seconda-seconda), semifinali e finali.
- 1999-2011 (16 squadre): Prima fase a gironi (quattro gruppi da 4 squadre ciascuno), accedono al turno successivo le prime e le seconde classificate. Seconda fase ad eliminazione diretta: quarti di finale (le squadre vengono abbinate secondo uno schema incrociato: prima-seconda), semifinali e finali.
- 2015-2019 (24 squadre): Prima fase a gironi (sei gruppi da 4 squadre ciascuno), accedono al turno successivo le prime, le seconde e le quattro migliori terze classificate. Seconda fase ad eliminazione diretta: ottavi di finale (le squadre vengono abbinate secondo uno schema incrociato, che prevedeva le seguenti combinazioni: prima-terza, prima-seconda o seconda-seconda), quarti di finale, semifinali e finali.
- 2023-2027 (32 squadre): Prima fase a gironi (otto gruppi da 4 squadre ciascuno), accedono al turno successivo le prime e le seconde classificate. Seconda fase ad eliminazione diretta: ottavi di finale (le squadre vengono abbinate secondo uno schema incrociato), quarti di finale, semifinali e finali.
- Dal 2031 (48 squadre): Prima fase a gironi (dodici gruppi da 4 squadre ciascuno), accedono al turno successivo le prime, le seconde e le otto migliori terze classificate. Seconda fase ad eliminazione diretta: sedicesimi di finale (le squadre vengono abbinate secondo uno schema incrociato prima-terza, prima-seconda o seconda-seconda), ottavi di finale, quarti di finale, semifinali e finali.

## Mascotte
Ogni edizione dei campionati mondiali di calcio femminili, a partire dal 1991, ha avuto la propria mascotte.

## Albo d'oro
| Anno | Ospitante                 | Finale primo posto | Finale primo posto                                            | Finale primo posto | Finale terzo posto | Finale terzo posto                             | Finale terzo posto | Numero di squadre |
| Anno | Ospitante                 | Vincitore          | Risultato                                                     | 2º posto           | 3º posto           | Risultato                                      | 4º posto           | Numero di squadre |
| ---- | ------------------------- | ------------------ | ------------------------------------------------------------- | ------------------ | ------------------ | ---------------------------------------------- | ------------------ | ----------------- |
| 1991 | Cina                      | Stati Uniti        | 2 – 1 Stadio di Tianhe, Canton                                | Norvegia           | Svezia             | 4 – 0 Stadio provinciale del Guangdong, Canton | Germania           | 12                |
| 1995 | Svezia                    | Norvegia           | 2 – 0 Råsundastadion, Solna                                   | Germania           | Stati Uniti        | 2 – 0 Strömvallen, Gävle                       | Cina               | 12                |
| 1999 | Stati Uniti               | Stati Uniti        | 0 – 0 (dts) (5-4 dtr) Rose Bowl, Pasadena                     | Cina               | Brasile            | 0 – 0 (dts) (5-4 dtr) Rose Bowl, Pasadena      | Norvegia           | 16                |
| 2003 | Stati Uniti               | Germania           | 2 – 1 (gg) Home Depot Center, Carson                          | Svezia             | Stati Uniti        | 3 – 1 Home Depot Center, Carson                | Canada             | 16                |
| 2007 | Cina                      | Germania           | 2 – 0 Stadio Hongkou, Shanghai                                | Brasile            | Stati Uniti        | 4 – 1 Stadio Hongkou, Shanghai                 | Norvegia           | 16                |
| 2011 | Germania                  | Giappone           | 2 – 2 (dts) (3-1 dtr) Commerzbank-Arena, Francoforte sul Meno | Stati Uniti        | Svezia             | 2 – 1 Rhein-Neckar-Arena, Sinsheim             | Francia            | 16                |
| 2015 | Canada                    | Stati Uniti        | 5 – 2 BC Place, Vancouver                                     | Giappone           | Inghilterra        | 1 – 0 (dts) Stadio del Commonwealth, Edmonton  | Germania           | 24                |
| 2019 | Francia                   | Stati Uniti        | 2 – 0 Parc Olympique Lyonnais, Lione                          | Paesi Bassi        | Svezia             | 2 – 1 Allianz Riviera, Nizza                   | Inghilterra        | 24                |
| 2023 | Australia e Nuova Zelanda | Spagna             | 1 – 0 Stadium Australia, Sydney                               | Inghilterra        | Svezia             | 2 – 0 Lang Park, Brisbane                      | Australia          | 32                |
| 2027 | Brasile                   |                    | – Stadio Maracanã, Rio de Janeiro                             |                    |                    | – Mineirão, Belo Horizonte                     |                    | 32                |
| 2031 | Messico e Stati Uniti     |                    | –                                                             |                    |                    | –                                              |                    | 48                |
| 2035 | Regno Unito               |                    | –                                                             |                    |                    | –                                              |                    | 48                |

## Medagliere
| Squadra     | Confederazione | Campione | 2º posto | 3º posto | 4º posto | Tot. podi | Tot. piazzamenti nei primi quattro posti | Edizioni vincenti      | Partecipazioni |
| ----------- | -------------- | -------- | -------- | -------- | -------- | --------- | ---------------------------------------- | ---------------------- | -------------- |
| Stati Uniti | CONCACAF       | 4        | 1        | 3        | -        | 8         | 8                                        | 1991, 1999, 2015, 2019 | 9              |
| Germania    | UEFA           | 2        | 1        | -        | 2        | 3         | 5                                        | 2003, 2007             | 9              |
| Norvegia    | UEFA           | 1        | 1        | -        | 2        | 2         | 4                                        | 1995                   | 9              |
| Giappone    | AFC            | 1        | 1        | -        | -        | 2         | 2                                        | 2011                   | 9              |
| Spagna      | UEFA           | 1        | -        | -        | -        | 1         | 1                                        | 2023                   | 3              |
| Svezia      | UEFA           | -        | 1        | 4        | -        | 5         | 5                                        | -                      | 9              |
| Inghilterra | UEFA           | -        | 1        | 1        | 1        | 2         | 3                                        | -                      | 7              |
| Brasile     | CONMEBOL       | -        | 1        | 1        | -        | 2         | 2                                        | -                      | 9              |
| Cina        | AFC            | -        | 1        | -        | 1        | 1         | 2                                        | -                      | 8              |
| Paesi Bassi | UEFA           | -        | 1        | -        | -        | 1         | 1                                        | -                      | 3              |
| Australia   | AFC            | -        | -        | -        | 1        | -         | 1                                        | -                      | 8              |
| Canada      | CONCACAF       | -        | -        | -        | 1        | -         | 1                                        | -                      | 8              |
| Francia     | UEFA           | -        | -        | -        | 1        | -         | 1                                        | -                      | 5              |

## Partecipazioni e prestazioni nelle fasi finali
Legenda
- 1ª – Campione
- 2ª - Secondo posto
- 3ª - Terzo posto
- 4ª - Quarto posto
- QF - Quarti di finale
- OF - Ottavi di finale
- 1T - Primo turno

- •  – Non qualificata
- – Non partecipa alle qualificazioni
- – Nazione ospitante
- Q - Qualificata per il prossimo torneo
- S - Squalificata
- R - Ritirata

Per ogni torneo viene indicata la bandiera del paese ospitante e, tra parentesi, il numero di squadre che vi hanno partecipato. Attualmente le nazionali che hanno vinto il trofeo sono cinque (Stati Uniti 4, Germania 2, Norvegia, Giappone, Spagna 1) e sette quelle che hanno partecipato a tutte le edizioni disputate (Brasile, Germania, Giappone, Nigeria, Norvegia, Stati Uniti e Svezia). Gli Stati Uniti sono la nazionale con più vittorie (4), l'unica ad essersi piazzata sul podio in tutte le edizioni dal 1991 al 2019, ad aver vinto un'edizione del torneo in casa (nel 1999), ad aver raggiunto tre finali consecutive e una delle due, insieme alla Germania, ad aver vinto due edizioni consecutive. La Germania, il Giappone e la Norvegia sono le nazionali che hanno disputato almeno due finali consecutive. Brasile, Cina, Inghilterra, Olanda, Svezia sono le nazionali che hanno disputato una finale senza riuscire a vincere il trofeo. Tredici squadre hanno chiuso almeno una volta il mondiale tra le prime quattro posizioni, arrivando in semifinale. Nessuna squadra, tra quelle che hanno disputato almeno due finali (Stati Uniti, Germania, Giappone, Norvegia), ha perso più di una volta. La Svezia è la squadra che ha chiuso più volte il torneo al terzo posto (quattro volte), Germania e Norvegia quelle che hanno concluso al quarto posto più volte (due entrambe).
| Nazionale          | 1991 (12) | 1995 (12) | 1999 (16) | 2003 (16) | 2007 (16) | 2011 (16) | 2015 (24) | 2019 (24) | 2023 (32) | 2027 (32) | Totale | Vittorie |
| ------------------ | --------- | --------- | --------- | --------- | --------- | --------- | --------- | --------- | --------- | --------- | ------ | -------- |
| Stati Uniti        | 1ª        | 3ª        | 1ª        | 3ª        | 3ª        | 2ª        | 1ª        | 1ª        | OF 9–10ª  |           | 9      | 4        |
| Germania           | 4ª        | 2ª        | QF 8ª     | 1ª        | 1ª        | QF 6ª     | 4ª        | QF 5-6ª   | 1T 17ª    |           | 9      | 2        |
| Norvegia           | 2ª        | 1ª        | 4ª        | QF 7ª     | 4ª        | 1T 10ª    | OF 9-10ª  | QF 8ª     | OF 12ª    |           | 9      | 1        |
| Giappone           | 1T 12ª    | QF 8ª     | 1T 13–14ª | 1T 10ª    | 1T 10-11ª | 1ª        | 2ª        | OF 11-12ª | QF 7-8ª   |           | 9      | 1        |
| Brasile            | 1T 9ª     | 1T 9ª     | 3ª        | QF 5ª     | 2ª        | QF 5ª     | OF 9ª     | OF 10ª    | 1T 18ª    | Q         | 10     | -        |
| Nigeria            | 1T 10ª    | 1T 11ª    | QF 7ª     | 1T 15ª    | 1T 13ª    | 1T 9ª     | 1T 19ª    | OF 16ª    | OF 9–10ª  |           | 9      | -        |
| Svezia             | 3ª        | QF 5ª     | QF 6ª     | 2ª        | 1T 10–11ª | 3ª        | OF 15ª    | 3ª        | 3ª        |           | 9      | -        |
| Australia          | •         | 1T 12ª    | 1T 11ª    | 1T 13ª    | QF 6ª     | QF 8ª     | QF 7ª     | OF 9ª     | 4ª        |           | 8      | -        |
| Canada             | •         | 1T 10º    | 1T 12º    | 4ª        | 1T 9º     | 1T 16ª    | QF 6ª     | OF 13ª    | 1T 21ª    |           | 8      | -        |
| Cina               | QF 5ª     | 4ª        | 2ª        | QF 6ª     | QF 5ª     | •         | QF 8ª     | OF 14ª    | 1T 23ª    |           | 8      | -        |
| Inghilterra        | •         | QF 6ª     | •         | •         | QF 7ª     | QF 7ª     | 3ª        | 4ª        | 2ª        |           | 6      | -        |
| Nuova Zelanda      | 1T 11ª    | •         | •         | •         | 1T 14ª    | 1T 12ª    | 1T 19ª    | 1T 20ª    | 1T 20ª    |           | 6      | -        |
| Danimarca          | QF 7ª     | QF 7ª     | 1T 15ª    | •         | 1T 12ª    | •         | •         | •         | OF 13–14ª |           | 5      | -        |
| Francia            | •         | •         | •         | 1T 9ª     | •         | 4ª        | QF 5ª     | QF 5-6ª   | QF 5ª     |           | 5      | -        |
| Corea del Nord     | •         |           | 1T 10ª    | 1T 11ª    | QF 8ª     | 1T 13ª    | •         | •         | R         |           | 4      | -        |
| Argentina          |           | •         | •         | 1T 16ª    | 1T 16ª    | •         | •         | 1T 18ª    | 1T 27ª    |           | 4      | -        |
| Corea del Sud      | •         | •         | •         | 1T 14ª    | •         | •         | OF 16ª    | 1T 21-22ª | 1T 28ª    |           | 4      | -        |
| Italia             | QF 6ª     | •         | 1T 9ª     | •         | •         | •         | •         | QF 7ª     | 1T 22ª    |           | 4      | -        |
| Ghana              | •         | •         | 1T 13–14ª | 1T 12ª    | 1T 15ª    | •         | •         | •         | •         |           | 3      | -        |
| Messico            | •         | •         | 1T 16ª    | •         | •         | 1T 11ª    | 1T 20ª    | •         | •         |           | 3      | -        |
| Colombia           |           |           | •         | •         | •         | 1T 14ª    | OF 13ª    | •         | QF 7-8ª   |           | 3      | -        |
| Paesi Bassi        |           | •         | •         | •         | •         | •         | OF 9-10ª  | 2ª        | QF 6ª     |           | 3      | -        |
| Spagna             |           | •         | •         | •         | •         | •         | 1T 20ª    | OF 11-12ª | 1ª        |           | 3      | 1        |
| Russia             |           | •         | QF 5ª     | QF 8ª     | •         | •         | •         | •         | S         |           | 2      | -        |
| Camerun            |           |           | •         | •         | •         | •         | OF 14ª    | OF 15-16ª | •         |           | 2      | -        |
| Thailandia         |           | •         | •         | •         | •         | •         | 1T 17ª    | 1T 24ª    | •         |           | 2      | -        |
| Costa Rica         |           |           | •         | •         | •         | •         | 1T 18ª    | •         | 1T 30ª    |           | 2      | -        |
| Giamaica           | •         | •         | •         | •         | •         | •         | •         | 1T 23ª    | OF 11ª    |           | 2      | -        |
| Sudafrica          |           | •         | •         | •         | •         | •         | •         | 1T 21-22ª | OF 13–14ª |           | 2      | -        |
| Svizzera           |           | •         | •         | •         | •         | •         | OF 15ª    | •         | OF 15ª    |           | 2      | -        |
| Cile               |           |           | •         | •         | •         | •         | •         | 1T 17ª    | •         |           | 1      | -        |
| Costa d'Avorio     |           |           | •         | •         | •         | •         | 1T 23ª    | •         | •         |           | 1      | -        |
| Ecuador            |           | •         | •         | •         | •         | •         | 1T 24ª    | •         | •         |           | 1      | -        |
| Guinea Equatoriale |           |           |           | •         | •         | 1T 15ª    | •         | •         | •         |           | 1      | -        |
| Scozia             |           | •         | •         | •         | •         | •         | •         | 1T 19ª    | •         |           | 1      | -        |
| Taipei cinese      | QF 8ª     | •         | •         | •         | •         | •         | •         | •         | •         |           | 1      | -        |
| Filippine          | •         | •         | •         | •         | •         | •         | •         | •         | 1T 25ª    |           | 1      | -        |
| Vietnam            |           |           |           | •         | •         | •         | •         | •         | 1T 32ª    |           | 1      | -        |
| Marocco            |           |           | •         | •         | •         | •         | •         | •         | OF 16ª    |           | 1      | -        |
| Zambia             |           | •         |           | •         | •         |           | •         | •         | 1T 24ª    |           | 1      | -        |
| Irlanda            | •         | •         | •         | •         | •         | •         | •         | •         | 1T 26ª    |           | 1      | -        |
| Portogallo         |           |           | •         | •         | •         | •         | •         | •         | 1T 19ª    |           | 1      | -        |
| Haiti              | •         | •         | •         | •         | •         | •         | •         | •         | 1T 29ª    |           | 1      | -        |
| Panama             |           |           |           | •         | •         |           | •         | •         | 1T 31ª    |           | 1      | -        |
| Nazionale          | 1991 (12) | 1995 (12) | 1999 (16) | 2003 (16) | 2007 (16) | 2011 (16) | 2015 (24) | 2019 (24) | 2023 (32) | 2027 (32) | Totale | Vittorie |

## Premi
I tre premi principali assegnati ad ogni torneo sono:
- La Scarpa d'oro alla capocannoniera del torneo.
- Il Pallone d'oro alla miglior giocatrice del torneo.
- Il Premio Fair Play alla squadra più disciplinata del torneo.

| Torneo                       | Scarpa d'oro        | Reti | Pallone d'oro  | Premio Fair Play |
| ---------------------------- | ------------------- | ---- | -------------- | ---------------- |
| Cina 1991                    | Michelle Akers      | 10   | Carin Jennings | Germania         |
| Svezia 1995                  | Ann Kristin Aarønes | 6    | Hege Riise     | Svezia           |
| Stati Uniti 1999             | Sissi Sun Wen       | 7    | Sun Wen        | Cina             |
| Stati Uniti 2003             | Birgit Prinz        | 7    | Birgit Prinz   | Cina             |
| Cina 2007                    | Marta               | 7    | Marta          | Norvegia         |
| Germania 2011                | Homare Sawa         | 5    | Homare Sawa    | Giappone         |
| Canada 2015                  | Célia Šašić         | 6    | Carli Lloyd    | Francia          |
| Francia 2019                 | Megan Rapinoe       | 6    | Megan Rapinoe  | Francia          |
| Australia/Nuova Zelanda 2023 | Hinata Miyazawa     | 5    | Aitana Bonmatí | Giappone         |

## Record e statistiche

### Analisi sui risultati

#### Prestazione della squadra ospitante
| Anno | Paese ospitante | Risultato        |
| ---- | --------------- | ---------------- |
| 1991 | Cina            | Quarti di finale |
| 1995 | Svezia          | Quarti di finale |
| 1999 | Stati Uniti     | Campione         |
| 2003 | Stati Uniti     | 3º posto         |
| 2007 | Cina            | Quarti di finale |
| 2011 | Germania        | Quarti di finale |
| 2015 | Canada          | Quarti di finale |
| 2019 | Francia         | Quarti di finale |
| 2023 | Australia       | 4º posto         |
| 2023 | Nuova Zelanda   | Fase a gironi    |

#### Migliori prestazioni in base alla confederazione
| Confederazione | Miglior risultato                                                                                     |
| -------------- | --- |
| CONCACAF       | 4 titoli: Stati Uniti (4: 1991, 1999, 2015, 2019)                                                     |
| UEFA           | 4 titoli: Germania (2: 2003 e 2007), Norvegia (1: 1995) e Spagna (1: 2023)                            |
| AFC            | 1 titolo: Giappone (2011)                                                                             |
| CONMEBOL       | Secondo posto: Brasile (2007)                                                                         |
| CAF            | Quarti di finale: Nigeria (1999)                                                                      |
| OFC            | Primo turnoː Australia (3: 1995, 1999 e 2003) e Nuova Zelanda (5: 1991, 2007, 2011, 2015, 2019, 2023) |

### Classifica assoluta delle marcatrici
| Posizione | Nome                | Edizione | Edizione | Edizione | Edizione | Edizione | Edizione | Edizione | Edizione | Edizione | Totale |
| Posizione | Nome                | 1991     | 1995     | 1999     | 2003     | 2007     | 2011     | 2015     | 2019     | 2023     | Totale |
| --------- | ------------------- | -------- | -------- | -------- | -------- | -------- | -------- | -------- | -------- | -------- | ------ |
| 1         | Marta               |          |          |          | 3        | 7        | 4        | 1        | 2        | 0        | 17     |
| 2         | Birgit Prinz        |          | 1        | 1        | 7        | 5        | 0        |          |          |          | 14     |
| 2         | Abby Wambach        |          |          |          | 3        | 6        | 4        | 1        |          |          | 14     |
| 4         | Michelle Akers      | 10       | 0        | 2        |          |          |          |          |          |          | 12     |
| 5         | Cristiane           |          |          |          | 0        | 5        | 2        | 0        | 4        |          | 11     |
| 5         | Sun Wen             | 1        | 2        | 7        | 1        |          |          |          |          |          | 11     |
| 5         | Bettina Wiegmann    | 3        | 3        | 3        | 2        |          |          |          |          |          | 11     |
| 8         | Ann Kristin Aarønes |          | 6        | 4        |          |          |          |          |          |          | 10     |
| 8         | Carli Lloyd         |          |          |          |          |          | 1        | 6        | 3        |          | 10     |
| 8         | Heidi Mohr          | 7        | 3        |          |          |          |          |          |          |          | 10     |
| 8         | Christine Sinclair  |          |          |          | 3        | 3        | 1        | 2        | 1        | 0        | 10     |
| 12        | Linda Medalen       | 6        | 2        | 1        |          |          |          |          |          |          | 9      |
| 12        | Hege Riise          | 1        | 5        | 3        | 0        |          |          |          |          |          | 9      |
| 12        | Alex Morgan         |          |          |          |          |          | 2        | 1        | 6        | 0        | 9      |
| 15        | Mia Hamm            | 2        | 2        | 2        | 2        |          |          |          |          |          | 8      |
| 15        | Kerstin Garefrekes  |          |          |          | 4        | 2        | 2        |          |          |          | 8      |
| 15        | Kristine Lilly      | 0        | 3        | 2        | 2        | 1        |          |          |          |          | 8      |
| 15        | Liu Ailing          | 4        | 1        | 3        |          |          |          |          |          |          | 8      |
| 15        | Marianne Pettersen  |          | 3        | 3        | 2        |          |          |          |          |          | 8      |
| 15        | Célia Šašić         |          |          |          |          |          | 2        | 6        |          |          | 8      |
| 15        | Homare Sawa         |          | 0        | 0        | 3        | 0        | 5        | 0        |          |          | 8      |
| 22        | Tiffeny Milbrett    |          | 3        | 3        | 1        |          |          |          |          |          | 7      |
| 22        | Lisa De Vanna       |          |          |          |          | 4        | 1        | 2        | 0        |          | 7      |
| 22        | Sissi               |          | 0        | 7        |          |          |          |          |          |          | 7      |

### Capocannoniere delle singole edizioni
| Edizione                     | Capocannoniera                        | Nazionale               | Gol |
| ---------------------------- | ------------------------------------- | ----------------------- | --- |
| Cina 1991                    | Michelle Akers                        | Stati Uniti             | 10  |
| Svezia 1995                  | Ann Kristin Aarønes                   | Norvegia                | 6   |
| USA 1999                     | Sissi Sun Wen                         | Brasile Cina            | 7   |
| USA 2003                     | Birgit Prinz                          | Germania                | 7   |
| Cina 2007                    | Marta                                 | Brasile                 | 7   |
| Germania 2011                | Homare Sawa                           | Giappone                | 5   |
| Canada 2015                  | Carli Lloyd Célia Šašić               | Stati Uniti Germania    | 6   |
| Francia 2019                 | Ellen White Alex Morgan Megan Rapinoe | Inghilterra Stati Uniti | 6   |
| Australia/Nuova Zelanda 2023 | Hinata Miyazawa                       | Giappone                | 5   |

### Record della fase finale (singoli)

#### Numero di convocazioni
Se l'anno è indicato in corsivo la giocatrice non è mai scesa in campo in quell'edizione del campionato mondiale.
| # | Giocatrice         | Nazionale   | Presenze                                     |
| - | ------------------ | ----------- | -------------------------------------------- |
| 1 | Formiga            | Brasile     | 7 (1995, 1999, 2003, 2007, 2011, 2015, 2019) |
| 2 | Marta              | Brasile     | 6 (2003, 2007, 2011, 2015, 2019, 2023)       |
| 2 | Homare Sawa        | Giappone    | 6 (1995, 1999, 2003, 2007, 2011, 2015)       |
| 2 | Christine Sinclair | Canada      | 6 (2003, 2007, 2011, 2015, 2019, 2023)       |
| 2 | Onome Ebi          | Nigeria     | 6 (2003, 2007, 2011, 2015, 2019, 2023)       |
| 3 | Kristine Lilly     | Stati Uniti | 5 (1991, 1995, 1999, 2003, 2007)             |
| 3 | Bente Nordby       | Norvegia    | 5 (1991, 1995, 1999, 2003, 2007)             |
| 3 | Birgit Prinz       | Germania    | 5 (1995, 1999, 2003, 2007, 2011)             |
| 3 | Karina LeBlanc     | Canada      | 5 (1999, 2003, 2007, 2011, 2015)             |
| 3 | Nadine Angerer     | Germania    | 5 (1999, 2003, 2007, 2011, 2015)             |
| 3 | Christie Rampone   | Stati Uniti | 5 (1999, 2003, 2007, 2011, 2015)             |
| 3 | Cristiane          | Brasile     | 5 (2003, 2007, 2011, 2015, 2019)             |

## Capitani e allenatori delle squadre vincitrici
| Anno | Capitano         | Allenatore        | Squadra     |
| ---- | ---------------- | ----------------- | ----------- |
| 1991 | April Heinrichs  | Anson Dorrance    | Stati Uniti |
| 1995 | Heidi Støre      | Even Pellerud     | Norvegia    |
| 1999 | Carla Overbeck   | Tony DiCicco      | Stati Uniti |
| 2003 | Bettina Wiegmann | Tina Theune-Meyer | Germania    |
| 2007 | Birgit Prinz     | Silvia Neid       | Germania    |
| 2011 | Homare Sawa      | Norio Sasaki      | Giappone    |
| 2015 | Christie Rampone | Jillian Ellis     | Stati Uniti |
| 2019 | Alex Morgan      | Jillian Ellis     | Stati Uniti |
| 2023 | Olga Carmona     | Jorge Vilda       | Spagna      |